# Sphaerodactylus millepunctatus
Sphaerodactylus millepunctatus este o specie de șopârle din genul Sphaerodactylus, familia Gekkonidae, descrisă de Hallowell 1861. Conform Catalogue of Life specia Sphaerodactylus millepunctatus nu are subspecii cunoscute.